# Anarchismo senza aggettivi
Anarchismo senza aggettivi, dallo spagnolo anarquismo sin adjetivos, teorizza che le differenti scuole anarchiche possano e debbano convivere. Dopo un dibattito ottocentesco seguito alla morte di Michail Bakunin, molti teorici invocarono un Anarchismo senza Aggettivi. Errico Malatesta sintetizzò il concetto nei primi anni del secolo successivo:
(Errico Malatesta)

## Origini
L'origine del termine è datata 1890, quando, durante una polemica sul sistema economico tra varie scuole anarchiche di vari paesi, Fernando Tarrida del Mármol inviò una lettera al periodico francese La Révolte, spiegando come era interpretata la questione dello sviluppo di una società anarchica nel Movimiento Libertario Español: "[...] crediamo che essere anarchico significhi essere nemico di qualsiasi autorità ed imposizione e, quindi, qualunque sia il sistema che si prevede, la miglior difesa dell'Anarchia è non imporlo a quelli che non lo accettano".

## Storia
La prospettiva teorica nota come "anarchismo senza aggettivi" fu uno dei sottoprodotti di un intenso dibattito che si svolse all'interno del movimento anarchico. Le radici della discussione si possono rintracciare nello sviluppo dell'anarco-comunismo, dopo la morte di Bakunin nel 1876.
Le idee anarco-comuniste rimpiazzarono l'anarchismo collettivista come principale tendenza anarchica in Europa, con l'eccezione della Spagna. Qui la questione principale non era quella del comunismo (anche se per Ricardo Mella esso giocava un suo ruolo) ma la modifica delle strategie e delle tattiche che l'anarchismo comunista implicava.
All'epoca (gli anni 1880), gli anarco-comunisti fecero premura alle cellule locali di militanti anarchisti, e generalmente s'opposero al sindacalismo poiché gli anarco-comunisti stessi erano caratterizzati da un grado di anti-organizzazione. Non sorprendentemente, un tale cambio nella strategia e nelle tattiche originò molte discussioni nei Collettivisti spagnoli che supportavano fortemente l'organizzazione e la lotta del proletariato operaio.
Questo conflitto si espanse presto oltre la Spagna e la discussione trovò la propria realizzazione nelle pagine di La Revolte, a Parigi. Ciò provocò l'adesione di molti anarchisti all'argomentazione di Malatesta secondo la quale "[n]on è nostro diritto, per dirla in breve, cadere in combattimento sopra mere ipotesi." Nel tempo, la maggior parte degli anarchisti (per usare le parole di Max Nettlau) concordò sul fatto che "non possiamo prevedere lo sviluppo economico del futuro" e quindi iniziò a calcare quel che avevano in comune, piuttosto che le differenti visioni di come una società libera potesse operare. Come il tempo passo', la maggior parte degli anarco-comunisti capi' che ignorare il movimento operaio garantiva il fatto che le loro idee non raggiungessero il proletariato operaio, mentre comunque ostentavano il loro esser al servizio degli ideali comunisti e predicavano l'arrivo di questi prima di una rivoluzione, più che dopo questa.
Similarmente, negli U.S.A., v'era un intenso dibattito allo stesso tempo tra anarchisti Individualisti e Comunisti. Negli Stati Uniti, Benjamin Tucker stava discutendo sulla questione che gli anarco-comunisti non fossero anarchisti mentre Johann Most stava dicendo cose simili sulle idee di Tucker. Proprio come persone come Milla e Tarrida proposero l'idea di tolleranza tra i gruppi anarchisti, così gli anarchisti come Voltairine de Cleyre "vennero a definirsi semplicemente "anarchisti", ed invocarono come Malatesta un "Anarchismo senza Aggettivi" dal momento che, nell'assenza di un governo, molti differenti esperimenti sarebbero stati probabilmente provati in varie realtà al fine di determinare la forma più appropriata." Voltarine vide conciliazione tra le varie scuole, e disse nel suo saggio Anarchismo, "Non v'è niente di non-Anarchistico circa ognuno di [questi sistemi] fintantoché l'elemento di compulsione si fa strada ed obbliga i nolenti a rimanere in una comunità gli arrangiamenti economici della quale non condividono."

## Critici
Secondo lo storico George Richard Esenwein l'anarchismo senza aggettivi "è una forma a sé di anarchismo, nel senso di una dottrina senza specificazioni, (comunista, collettivista, mutualista o individualista).

## Principali "anarchici senza aggettivi"
Parecchi anarchici possono essere inclusi, per un aspetto o per l'altro, nella categoria "anarchici senza aggettivi". Tuttavia questi si sono espressamente dichiarati tali:
- Voltairine de Cleyre
- Errico Malatesta
- Fernando Tarrida del Mármol
- Max Nettlau
- Élisée Reclus
- Sébastien Faure
- Jared Zavala
- Fred Woodworth